# Frengers
''Frengers''  je албум данског бенда Мју.
Албум је објављен 2003, и одлично је примљен од стране критике, захваљујући чему се Мју пробијају на интернационално тржиште.
Назив албума је портмонто речи пријатељ (енгл. friend) и странац (енгл. stranger). Frenger је особа која "није баш ни пријатељ, а није баш ни странац", како се наводи у дефиницији из књижице која се добија уз ЦД.
Већина песама на албуму, претходно је објављена на прва два албума; Half the World is Watching Me и A Triumph for Man, која су издата у ограниченом тиражу. "Am I Wry? No", "156", "Symmetry", "Her Voice Is Beyond Her Years" и "Comforting Sounds" су песме које су биле претходно објављене, уз "She Came Home for Christmas" која је издата као сингл.
Иако су ове песме поново снимљене за албум Frengers, само су се "Am I Wry? No", "Her Voice Is Beyond Her Years" и "156" значајно разликовале од оригиналних верзија.
У песми "Her Voice Is Beyond Her Years" гостује шведска певачица Стина Норденштам (енгл. Stina Nordenstam), док у песми "Symmetry" гостује, тада, четрнаестогодишња Беки Џерет (енгл. Becky Jarrett) из Сједињених Америчких Држава.

## Списак песама
1. "Am I Wry? No" – 4:54
2. "156"  – 4:55
3. "Snow Brigade"  – 4:22
4. "Symmetry"  – 5:39
5. "Behind the Drapes"  – 3:40
6. "Her Voice Is Beyond Her Years"  – 2:48
7. "Eight Flew Over, One Was Destroyed"  – 4:48
8. "She Came Home for Christmas"  – 3:55
9. "She Spider"  – 4:44
10. "Comforting Sounds"  – 8:58